# Mike Barrowman
Michael Ray Barrowman dit Mike Barrowman (né le 4 décembre 1968 à Costa Mesa) est un nageur américain, spécialiste des épreuves de brasse.

## Biographie
Mike Barrowman est un des pionniers du Wave-Style, une technique de brasse.
Il a participé à deux Jeux olympiques d’été, ceux de Séoul en 1988, où il se classe 4e du 200 m brasse et ceux de Barcelone, en 1992, où il est champion olympique de cette même discipline. 
Il a également été champion du monde en 1991.
Mike Barrowman a été nageur de l’équipe de l’Université du Michigan durant quatre années. Il a remporté consécutivement, en 1989, 1990 et 1991, le titre du 200 yards brasse de la NCAA et détenu le record NCAA de cette discipline (1 min 53 s 77/100) pendant onze saisons, de 1990 à 2001, année où Brendan Hansen le lui ravit.
Il a battu six fois consécutivement, entre 1989 et 1992, le record du monde du 200 m brasse qu’il a détenu pendant plus de treize ans, un autre « record » de longévité.
Le mensuel Swimming World Magazine lui a décerné le titre de nageur de l’année deux années de suite, en 1989 et 1990.
Il est devenu par la suite entraîneur aux Îles Caïmans.

## Palmarès

### Jeux olympiques d’été
- Jeux olympiques de 1992 à Barcelone (Espagne) :
  -  Médaille d’or sur 200 m brasse.

### Championnats du monde
- Championnats du monde 1991 à Perth (Australie) :
  -  Médaille d’or du 200 m brasse.

### Championnats pan-pacifiques
- Championnats pan-pacifiques 1989 à Tokyo (Japon) :
  -  Médaille d'or du 200 m brasse.

- Championnats pan-pacifiques 1991 à Edmonton (Canada) :
  -  Médaille d'or du 100 m brasse.
  -  Médaille d'or du 200 m brasse.
  -  Médaille d'or au titre du relais 4 × 100 m quatre nages.

## Records

### Record du monde du 200 m brasse
- le 4 août 1989, à Los Angeles, avec un temps de 2 min 12 s 90/100
- le 20 août 1989, à Tokyo lors de la finale des Championnats Pan Pacific, avec un temps de 2 min 12 s 89/100
- le 20 juillet 1990, à Seattle, avec un temps de 2 min 11 s 53/100
- le 13 janvier 1991, à Perth lors de la finale des Championnats du monde, avec un temps de 2 min 11 s 23/100
- le 13 août 1991, à Fort Lauderdale, avec un temps de 2 min 10 s 60/100
- le 29 juillet 1992, à Barcelone lors de la finale des Jeux olympiques, avec un temps de 2 min 10 s 16/100